# Fédération luxembourgeoise des théâtres professionnels
La fédération luxembourgeoise des théâtres professionnels est une association sans but lucratif fondée en 1996 qui regroupe plusieurs théâtres ou centres de créations artistiques du Luxembourg. Elle change de nom en 2017, sous la présidence de Carole Lorang, quand l'Association luxembourgeoise des Professionnels du Spectacle Vivant (ASPRO) rejoint la structure qui devient alors la Fédération Luxembourgeoise des Arts de la Scène. 

## Membres
- Grand Théâtre de Luxembourg ;
- Théâtre des Capucins ;
- Théâtre d'Esch ;
- Centre des arts pluriels Edouard-Juncker (lb) (CAPe) ;
- Centre culturel de rencontre Abbaye de Neumünster (CCRN) ;
- Théâtre du Centaure (Luxembourg) (lb) ;
- Théâtre des casemates (lb) ;
- Théâtre national du Luxembourg ;
- Théâtre ouvert Luxembourg (lb) (TOL) ;
- Kulturfabrik d'Esch-sur-Alzette ;
- MASKéNADA (lb) ;
- Maison de la culture Mersch (lb) ;
- Spektakel (lb) ;
- Centre de création chorégraphique luxembourgeois (3C-L) ;
- Theater GmbH ;
- Association pour la promotion du théâtre contemporain (APTC) ;
- CarréRotondes asbl.

## Présidents
- 1996-2000 : Philippe Noesen (lb)
- 2000-2008 : Jemp Schuster (lb)
- 2008-2012 : Serge Tonnar (lb)
- 2012-2016 : Christian Kmiotek (lb)
- 2016-2019 : Carole Lorang
- 2019-2020 : Nicolas Steil
- Depuis 2020 : Claude Mangen